# Death in Paradise
Death in Paradise (lit. ‘Crim al paradís’) és una sèrie de televisió policíaca de comèdia dramàtica francesa i britànica creada per Robert Thorogood, protagonitzada per Ben Miller (temporades 1–3), Kris Marshall (temporades 3–6), Ardal O'Hanlon (temporades 6–9), Ralf Little (temporades 9–13) i Don Gilét (des de l'especial de Nadal 2024).
El programa es filma a l'illa caribenya de Guadalupe, que apareix com a l'illa fictícia de Sainte Marie, un antic territori francès d'ultramar adquirit pels britànics a la dècada del 1970. Death in Paradise s'emet a BBC One al Regne Unit, France 2 a França, PBS als Estats Units, Prime a Nova Zelanda (amb repeticions a BBC UKTV), i al canal BBC First de Foxtel, ABC i 9Gem a Austràlia. A l'estat espanyol es va estrenar al canal Cosmopolitan TV i s'ha emès també als Països Catalans a 8TV.
Death in Paradise ha gaudit d'unes xifres de visualització elevades i d'una acollida crítica generalment positiva des del seu debut, fet que ha provocat repetides renovacions. La temporada 13 es va començar a emetre al Regne Unit el 4 de febrer de 2024 i va acabar el 24 de març. Actualment, hi ha encarregada una temporada més de la sèrie, fet que assegura que el programa s'allargarà almenys fins al 2025.
Una sèrie derivada, Beyond Paradise, protagonitzada pel personatge de Marshall, Humphrey Goodman, es va començar a emetre el 2023. Una segona sèrie derivada, Return to Paradise, realitzada per a la televisió ABC a Austràlia i BBC One, s'emetrà el 2024.